# Heilig-Hartkapel (Mechelen)

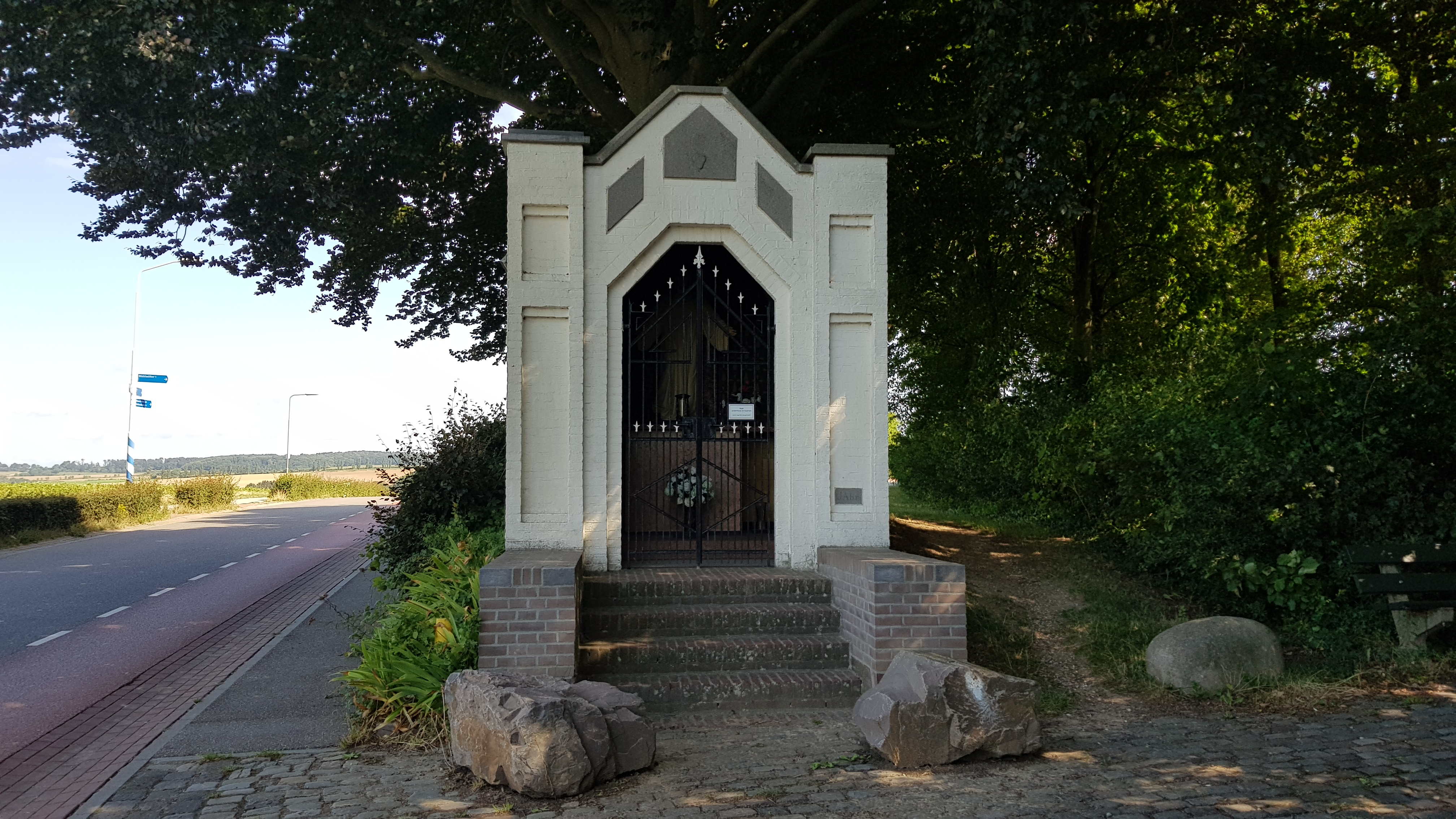
Heilig-Hartkapel gezien vanuit het zuiden

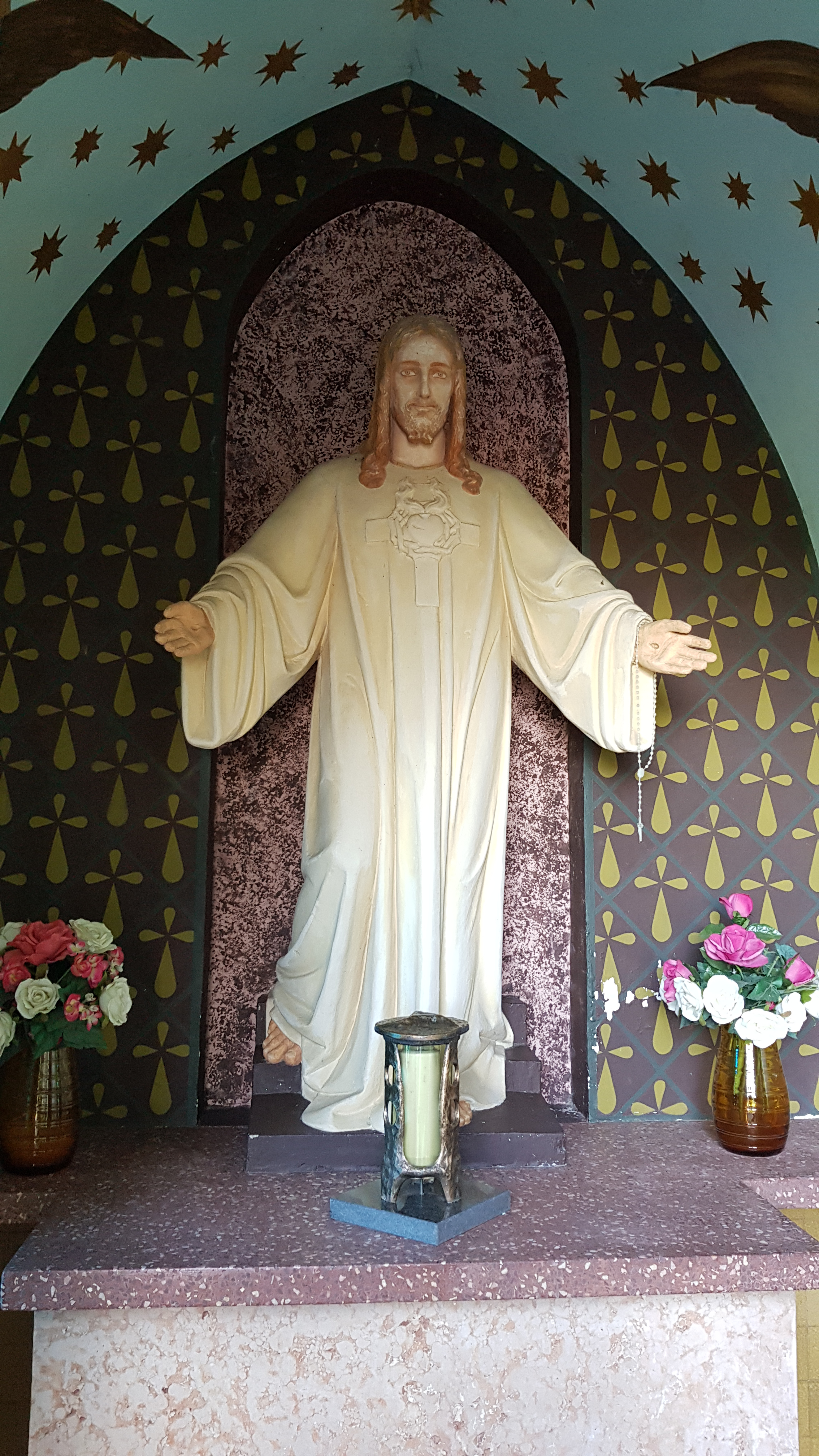
Beeld in de kapel

De Heilig-Hartkapel is een witgeschilderde kapel in Mechelen in de Nederlandse gemeente Gulpen-Wittem. De wegkapel staat ten noorden van het dorp aan de splitsing van de weg van Mechelen naar Partij (Partijerweg) met de weg Mechelen naar Wahlwiller (Capucijnenweg). De kapel staat op een glooiing in het Geuldal van waar men uitzicht heeft op de omgeving. Achter de kapel staat een rode beuk.
De kapel is gewijd aan het Heilig Hart van Jezus en heeft binnen een Heilig Hartbeeld staan.

## Geschiedenis
Rond 1926 werd de kapel in baksteen opgetrokken door J. Ahn, van wie de naam in de gevel van de kapel te vinden is.
Rond 1950 werd de kapel aan de buitenzijde en aan de binnenzijde witgekalkt, waarbij beschilderingen aan de binnenzijde verdwenen. Later heeft men het kalk van de schilderingen afgehaald en zijn deze weer zichtbaar geworden.
In 2007 schilderde men het interieur van de kapel opnieuw en kreeg het een kleurrijke versiering.

## Bouwwerk
De wit geschilderde bakstenen kapel is opgetrokken op een rechthoekig plattegrond en wordt gedekt door een verzonken zadeldak. In de beide zijgevels is een venster aangebracht. De frontgevel bevat drie grijze vlakken van natuursteen en de een aan de bovenzijde trapeziumvormige toegang, die wordt afgesloten met een metalen hek.
Van binnen is de kapel gepleisterd. Op het spitse tongewelf heeft men gekleurde schilderingen aangebracht, waaronder twee keer drie figuren tot hun middel boven een tekstband. Deze beeltenis van de eerste drie figuren is dezelfde als de tweede groep maar dan gespiegeld. De middelste figuur is bij beide een heilige die met de handen gevouwen staat en die wordt geflankeerd door twee engelen. De tekst op de linker banderol is:

Gloria in excelsis Deo(Glorie aan God in de hoogste hemel)

De tekst op de rechter banderol is:

Terra pax hominibus(Vrede op aarde onder de mensen)

Deze teksten komen van het Evangelie volgens Lucas. Op de wanden zijn bruine tegels met motieven aangebracht. Tegen de achterwand is een groot massief altaar geplaatst en boven het altaar staat in een ondiepe nis een Heilig Hartbeeld.